# Амма Маккал Муннетра Казагам
Амма Маккал Муннеттра Казагам (в переводе «Народная прогрессивная федерация Аммы», сокращённо AMMK ) — индийская региональная политическая партия, пользующаяся большим влиянием в штате Тамил Наду. AMMK — дравидийская партия, основанная Т. Т. В. Дхинакараном в Мадурае 15 марта 2018 года как отколовшаяся от партии АИАДМК фракция. Сасикала и Дхинакараном стали президентом и генеральным секретарём партии соответственно. Члены партии также избрали Дхинакарана ответственным за созыв национальных собраний.
Штаб-квартира партии называется Puratchi Thalaivi Amma Maaligai, она расположена в Весткот Салае, Рояпетта, Ченнаи .

## История

### Довыборы в РК Нагар
В декабре 2017 года Динакаран участвовал в дополнительных выборах в РК Нагар и победил с огромным отрывом в 40 707 голосов. Он стал первым независимым кандидатом, победившим на дополнительных выборах в штате Тамил Наду, и это был первый случай за 18 лет, когда правящая партия штата проиграла дополнительные выборы.

### Образование
После довыборов в РК Нагар 15 марта 2018 года на общественном собрании в Мадурае Динакаран представил партийный флаг и название «Амма Маккал Муннеттра Казагам». Она была создана как отколовшаяся фракция АИАДМК. В феврале 2019 года актер Ранджит подал в отставку с поста вице-президента штата Тамил Наду в ПМК и присоединился к АММК, чтобы заявить свой протест против решения ПМК присоединиться к альянсу, возглавляемому АИАДМК. 28 марта АММК была награждена символом подарочной коробки.

## Флаг партии
Флаг черный сверху, красный снизу и белый посередине с улыбающимся портретом бывшего главного министра штата Тамил Наду Дж. Джаялалитаа в центре.

## Электоральные результаты

### Всеобщие выборы в Индии
| Год  | Выборы                   | Лидеры партий                        | Выиграно мест | Претендовали на места | Голосование (%) | Смена мест    | Результат | Популярные голоса |
| ---- | ------------------------ | ------------------------------------ | ------------- | --------------------- | --------------- | ------------- | --------- | ----------------- |
| 2019 | Всеобщие выборы, 2019 г. | В. К. Сасикала и Т. Т. В. Дхинакаран | 0             | 37                    | 5,46            | Без изменений | Потерял   | 22,25,377         |

### Выборы в Законодательное собрание штата Тамил Наду
| Год  | Выборы                     | Лидеры партий                | Выиграно мест | Претендовали на места | Голосование (%) | Смена мест    | Результат | Популярные голоса |
| ---- | -------------------------- | ---------------------------- | ------------- | --------------------- | --------------- | ------------- | --------- | ----------------- |
| 2021 | Выборы в собрание, 2021 г. | ВК Сасикала и ТТВ Дхинакаран | 0             | 165                   | 2,35            | Без изменений | Потерял   | 1 085 985         |